# WV24

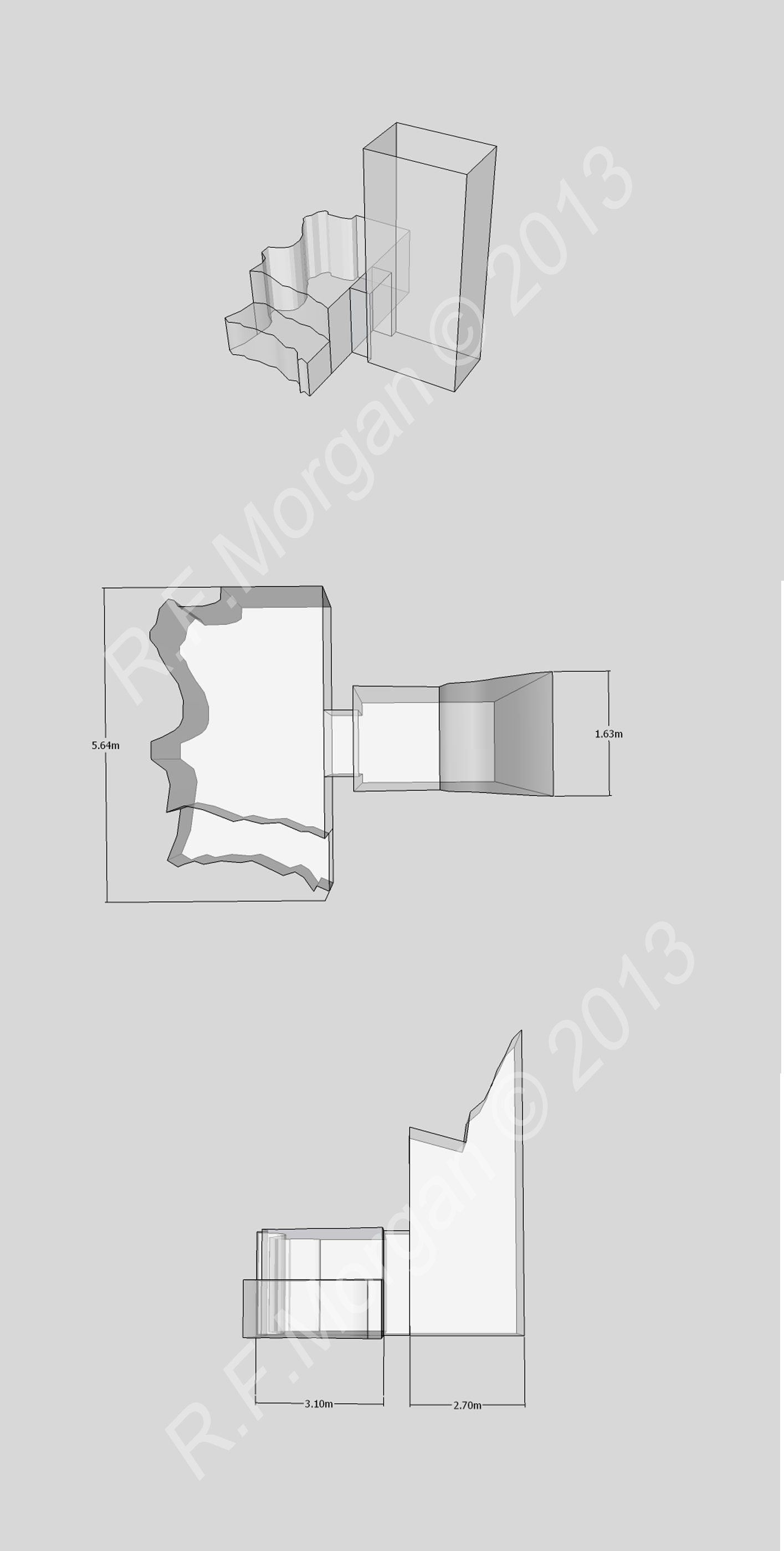
Hình ảnh của WV24 lấy từ một mô hình 3d

Ngôi mộ WV24 là một mộ Ai Cập Cổ đại. Nó nằm ở phía Tây của Thung lũng của các vị Vua. Nó đã được báo cáo phát hiện bởi Robert Hay và John Wilkinson trong những năm 1820 và được viếng thăm bởi Howard Carter, tuy nhiên, đó là cuộc khám phá không hoàn toàn đầy đủ cho đến khi Otto Schaden khai quật trong năm 1991.

## Bản đồ vị trí các ngôi mộ
|  | Chủ đề Ai Cập cổ đại |